# Martin Damm
Cet article concerne le joueur de tennis professionnel. Pour le musicien allemand, voir The Speed Freak.
Martin Damm, né le 1er août 1972 à Liberec, est un joueur de tennis tchèque, professionnel de 1990 à 2010.

## Biographie

### Vie personnelle
Marié à Michaela Damm, dont il a deux fils : Maximillian Martin (1er février 2002 à Bradenton) et Martin Joseph (30 septembre 2003).

### Carrière sportive
Martin Damm est devenu professionnel en 1990. Il n'a jamais remporté de titre en simple, mais a disputé 5 finales et joué les huitièmes de finale à l'Open d'Australie en 1994. Il a atteint la 42e place du classement mondial le 18 août 1997.
Il est surtout connu pour ses succès en double. Ainsi, il compte à ce jour 40 victoires en tournois, dont l'US Open en 2006 avec Leander Paes, et s'est classé 5e mondial le 30 avril 2007.
Il est le dernier joueur à avoir battu Mats Wilander, en octobre 1996 au tournoi de Pékin.

## Palmarès

### En double messieurs
| 40 titres en double | 1 G. Chelem | 1 G. Chelem | 1 G. Chelem | 1 G. Chelem | 0 Masters  | 0 Masters  | 0 Masters   | 0 Masters   | 4 Masters 1000 | 4 Masters 1000 | 4 Masters 1000 | 4 Masters 1000 | 9 ATP 500          | 9 ATP 500          | 9 ATP 500          | 9 ATP 500          | 26 ATP 250         | 26 ATP 250         | 26 ATP 250     | 26 ATP 250     | 0 JO           | 0 JO           | 0 JO           | 0 JO           |
| 40 titres en double | 21 sur dur  | 21 sur dur  | 21 sur dur  | 21 sur dur  | 21 sur dur | 21 sur dur | 5 sur gazon | 5 sur gazon | 5 sur gazon    | 5 sur gazon    | 5 sur gazon    | 5 sur gazon    | 5 sur terre battue | 5 sur terre battue | 5 sur terre battue | 5 sur terre battue | 5 sur terre battue | 5 sur terre battue | 9 sur moquette | 9 sur moquette | 9 sur moquette | 9 sur moquette | 9 sur moquette | 9 sur moquette |

## Parcours dans les tournois duGrand Chelem

### En simple
| Année | Open d'Australie | Open d'Australie | Internationaux de France | Internationaux de France | Wimbledon       | Wimbledon   | US Open         | US Open        |
| ----- | ---------------- | ---------------- | ------------------------ | ------------------------ | --------------- | ----------- | --------------- | -------------- |
| 1992  | —                | —                | —                        | —                        | 2e tour (1/32)  | Bo. Becker  | 2e tour (1/32)  | P. Sampras     |
| 1993  | 2e tour (1/32)   | J. Morgan        | 1er tour (1/64)          | J. Stark                 | 1er tour (1/64) | C. Pioline  | 2e tour (1/32)  | W. Ferreira    |
| 1994  | 1/8 de finale    | M. Gustafsson    | 1er tour (1/64)          | S. Bruguera              | 3e tour (1/16)  | T. Martin   | 2e tour (1/32)  | I. Kafelnikov  |
| 1995  | 3e tour (1/16)   | M. Chang         | 1er tour (1/64)          | M. Stich                 | —               | —           | 1er tour (1/64) | S. Edberg      |
| 1996  | 1er tour (1/64)  | R. Reneberg      | 1er tour (1/64)          | J. Tarango               | 2e tour (1/32)  | A. Volkov   | 1er tour (1/64) | H. Gumy        |
| 1997  | 1er tour (1/64)  | T. Johansson     | 1er tour (1/64)          | I. Kafelnikov            | 1er tour (1/64) | J. Frana    | 3e tour (1/16)  | P. Korda       |
| 1998  | 2e tour (1/32)   | D. Nestor        | 1er tour (1/64)          | R. Delgado               | 1er tour (1/64) | S. Grosjean | 2e tour (1/32)  | D. Sanguinetti |
| 1999  | 3e tour (1/16)   | V. Spadea        | 2e tour (1/32)           | M. Filippini             | 1er tour (1/64) | C. Pioline  | 1er tour (1/64) | M. Ríos        |
| 2000  | 1er tour (1/64)  | C. Woodruff      | 1er tour (1/64)          | M. Puerta                | 3e tour (1/16)  | D. Prinosil | 1er tour (1/64) | P. Sampras     |
| 2001  | —                | —                | 1er tour (1/64)          | A. Stoliarov             | 1er tour (1/64) | T. Enqvist  | 1er tour (1/64) | I. Ljubičić    |
| 2002  | 1er tour (1/64)  | G. Ivanišević    | —                        | —                        | —               | —           | —               | —              |

N.B. : à droite du résultat se trouve le nom de l'ultime adversaire.

### En double
| Année | Open d'Australie                                                                       | Open d'Australie                                                                     | Internationaux de France                                                            | Internationaux de France                                                               | Wimbledon                                                                           | Wimbledon                                                                | US Open | US Open |
| ----- | -------------------------------------------------------------------------------------- | ------------------------------------------------------------------------------------ | ----------------------------------------------------------------------------------- | -------------------------------------------------------------------------------------- | ----------------------------------------------------------------------------------- | ------------------------------------------------------------------------ | ------- | ------- |
| 1991  | —                                                                                      | —                                                                                    | 1er tour (1/32) J. Oncins \|\| style="text-align:left;" \| G. Bloom P. Wekesa       | —                                                                                      | —                                                                                   | —                                                                        | —       |         |
| 1992  | —                                                                                      | —                                                                                    | 1er tour (1/32) D. Rikl \|\| style="text-align:left;" \| C. Limberger T. Anzari     | 1er tour (1/32) S. Stolle \|\| style="text-align:left;" \| J. Bates C. van Rensburg    | 1er tour (1/32) S. Stolle \|\| style="text-align:left;" \| S. Davis D. Pate         |                                                                          |         |         |
| 1993  | 1er tour (1/32) V. Flégl \|\| style="text-align:left;" \| S. Casal E. Sánchez          | 1er tour (1/32) T. Anzari \|\| style="text-align:left;" \| L. Pimek B. Steven        | 1er tour (1/32) K. Nováček \|\| style="text-align:left;" \| M. Keil D. Randall      | Finale K. Nováček                                                                      | K. Flach R. Leach                                                                   |                                                                          |         |         |
| 1994  | 1/2 finale K. Nováček \|\| style="text-align:left;" \| J. Eltingh P. Haarhuis          | 2e tour (1/16) K. Nováček \|\| style="text-align:left;" \| P. Annacone D. Flach      | 1/8 de finale K. Nováček \|\| style="text-align:left;" \| T. Nijssen C. Suk         | 1/4 de finale K. Nováček \|\| style="text-align:left;" \| T. Woodbridge M. Woodforde   |                                                                                     |                                                                          |         |         |
| 1995  | 2e tour (1/16) K. Nováček \|\| style="text-align:left;" \| K. Ullyett L. Paes          | 1er tour (1/32) J. Kodeš Jr \|\| style="text-align:left;" \| N. Broad B. Haygarth    | —                                                                                   | —                                                                                      | 2e tour (1/16) K. Nováček \|\| style="text-align:left;" \| A. O'Brien S. Stolle     |                                                                          |         |         |
| 1996  | 1/4 de finale J. Grabb \|\| style="text-align:left;" \| S. Lareau A. O'Brien           | —                                                                                    | —                                                                                   | 1er tour (1/32) P. Nyborg \|\| style="text-align:left;" \| D. Nargiso N. Pereira       | 1er tour (1/32) P. Nyborg \|\| style="text-align:left;" \| E. Ferreira J. Siemerink |                                                                          |         |         |
| 1997  | 1/4 de finale A. Olhovskiy \|\| style="text-align:left;" \| T. Woodbridge M. Woodforde | 2e tour (1/16) A. Olhovskiy \|\| style="text-align:left;" \| O. Delaitre F. Santoro  | 1/2 finale P. Vízner \|\| style="text-align:left;" \| J. Eltingh P. Haarhuis        | 1/8 de finale A. Olhovskiy \|\| style="text-align:left;" \| G. Ivanišević C. Suk       |                                                                                     |                                                                          |         |         |
| 1998  | —                                                                                      | —                                                                                    | —                                                                                   | —                                                                                      | 1/8 de finale J. Grabb \|\| style="text-align:left;" \| P. Galbraith B. Steven      | 1/4 de finale J. Grabb \|\| style="text-align:left;" \| S. Stolle C. Suk |         |         |
| 1999  | 1er tour (1/32) C. Suk \|\| style="text-align:left;" \| R. Reneberg J. Stark           | 1er tour (1/32) R. Štěpánek \|\| style="text-align:left;" \| D. Orsanic M. Puerta    | 1er tour (1/32) C. Suk \|\| style="text-align:left;" \| D. Rikl S. Schalken         | 1er tour (1/32) M. Mirnyi \|\| style="text-align:left;" \| J. Björkman B. Black        |                                                                                     |                                                                          |         |         |
| 2000  | 1/8 de finale M. Mirnyi \|\| style="text-align:left;" \| J. Eagle A. Florent           | 1/8 de finale D. Hrbatý \|\| style="text-align:left;" \| J. Novák D. Rikl            | 2e tour (1/16) W. Ferreira \|\| style="text-align:left;" \| R. Federer A. Kratzmann | 1/8 de finale D. Hrbatý \|\| style="text-align:left;" \| D. Macpherson G. Stafford     |                                                                                     |                                                                          |         |         |
| 2001  | —                                                                                      | —                                                                                    | 1er tour (1/32) D. Hrbatý \|\| style="text-align:left;" \| M. Hill J. Tarango       | 1er tour (1/32) D. Hrbatý \|\| style="text-align:left;" \| M.-K. Goellner A. Olhovskiy | 1/8 de finale D. Prinosil \|\| style="text-align:left;" \| D. Johnson J. Palmer     |                                                                          |         |         |
| 2002  | 1/4 de finale D. Prinosil \|\| style="text-align:left;" \| M. Knowles D. Nestor        | 1/4 de finale C. Suk \|\| style="text-align:left;" \| M. Bhupathi M. Mirnyi          | 1/4 de finale C. Suk \|\| style="text-align:left;" \| D. Johnson J. Palmer          | 1er tour (1/32) C. Suk \|\| style="text-align:left;" \| M. Fish J. Morrison            |                                                                                     |                                                                          |         |         |
| 2003  | 1/8 de finale C. Suk \|\| style="text-align:left;" \| A. Portas T. Robredo             | 2e tour (1/16) C. Suk \|\| style="text-align:left;" \| M. Bertolini S. Prieto        | 1/4 de finale C. Suk \|\| style="text-align:left;" \| M. Bhupathi M. Mirnyi         | 1/4 de finale C. Suk \|\| style="text-align:left;" \| J. Björkman T. Woodbridge        |                                                                                     |                                                                          |         |         |
| 2004  | 2e tour (1/16) C. Suk \|\| style="text-align:left;" \| J. Novák R. Štěpánek            | 1er tour (1/32) C. Suk \|\| style="text-align:left;" \| M. Fyrstenberg M. Matkowski  | 1/8 de finale C. Suk \|\| style="text-align:left;" \| N. Davydenko A. Fisher        | 1/8 de finale C. Suk \|\| style="text-align:left;" \| F. González N. Massú             |                                                                                     |                                                                          |         |         |
| 2005  | 1er tour (1/32) J. Palmer \|\| style="text-align:left;" \| K. Beck S. Sargsian         | 1/4 de finale M. Hood \|\| style="text-align:left;" \| M. Knowles D. Nestor          | 2e tour (1/16) M. Hood \|\| style="text-align:left;" \| K. Beck J. Levinský         | 1/8 de finale M. Bhupathi \|\| style="text-align:left;" \| S. Aspelin T. Perry         |                                                                                     |                                                                          |         |         |
| 2006  | Finale L. Paes                                                                         | B. Bryan M. Bryan                                                                    | 1er tour (1/32) L. Paes \|\| style="text-align:left;" \| J. Tipsarević M. Youzhny   | 1/2 finale L. Paes \|\| style="text-align:left;" \| F. Santoro N. Zimonjić             | Victoire L. Paes                                                                    | J. Björkman M. Mirnyi                                                    |         |         |
| 2007  | 1/8 de finale L. Paes \|\| style="text-align:left;" \| J. Benneteau N. Mahut           | 2e tour (1/16) L. Paes \|\| style="text-align:left;" \| M. Kohlmann R. Schüttler     | 1/4 de finale L. Paes \|\| style="text-align:left;" \| F. Santoro N. Zimonjić       | 1er tour (1/32) L. Paes \|\| style="text-align:left;" \| J. Benneteau N. Mahut         |                                                                                     |                                                                          |         |         |
| 2008  | 1/4 de finale P. Vízner \|\| style="text-align:left;" \| J. Coetzee W. Moodie          | 1er tour (1/32) P. Vízner \|\| style="text-align:left;" \| L. Arnold Ker J. I. Chela | 1er tour (1/32) P. Vízner \|\| style="text-align:left;" \| T. Parrott F. Polášek    | 1/8 de finale P. Vízner \|\| style="text-align:left;" \| C. Kas P. Petzschner          |                                                                                     |                                                                          |         |         |
| 2009  | 2e tour (1/16) R. Lindstedt \|\| style="text-align:left;" \| M. Fish J. Isner          | 1er tour (1/32) R. Lindstedt \|\| style="text-align:left;" \| C. Kas R. Wassen       | 1/8 de finale R. Lindstedt \|\| style="text-align:left;" \| J. Blake M. Fish        | 1/8 de finale R. Lindstedt \|\| style="text-align:left;" \| W. Moodie D. Norman        |                                                                                     |                                                                          |         |         |
| 2010  | 2e tour (1/16) F. Polášek \|\| style="text-align:left;" \| S. Bolelli A. Seppi         | 1er tour (1/32) F. Polášek \|\| style="text-align:left;" \| D. Bracciali P. Starace  | 1/8 de finale F. Polášek \|\| style="text-align:left;" \| W. Moodie D. Norman       | 2e tour (1/16) F. Polášek \|\| style="text-align:left;" \| S. Stakhovsky M. Youzhny    |                                                                                     |                                                                          |         |         |
| 2011  | —                                                                                      | —                                                                                    | 1er tour (1/32) V. Hănescu \|\| style="text-align:left;" \| M. López D. Marrero     | 1er tour (1/32) R. Wassen \|\| style="text-align:left;" \| A. Fisher S. Huss           | 1er tour (1/32) R. Štěpánek \|\| style="text-align:left;" \| C. Fleming R. Hutchins |                                                                          |         |         |

N.B. : le nom du ou de la partenaire se trouve sous le résultat ; le nom des ultimes adversaires se trouve à droite.

### En double mixte
| Année | Open d'Australie | Open d'Australie | Internationaux de France | Internationaux de France | Wimbledon                   | Wimbledon                   | US Open                     | US Open                     |
| ----- | ---------------- | ---------------- | ------------------------ | ------------------------ | --------------------------- | --------------------------- | --------------------------- | --------------------------- |
| 2006  |                  |                  |                          |                          | 3e tour (1/8) Květa Peschke | K. Srebotnik Nenad Zimonjić | Finale Květa Peschke        | M. Navrátilová Bob Bryan    |
| 2007  |                  |                  |                          |                          |                             |                             | 2e tour (1/8) Květa Peschke | M. Shaughnessy Leander Paes |
| 2008  |                  |                  |                          |                          | 3e tour (1/8) Peng Shuai    | K. Srebotnik Mike Bryan     | 1/4 de finale V. Uhlířová   | Cara Black Leander Paes     |
| 2010  |                  |                  |                          |                          | 2e tour (1/16) V. Uhlířová  | Cara Black Leander Paes     | -                           | -                           |
| 2011  |                  |                  |                          |                          | 3e tour (1/8) R. Voráčová   | Sania Mirza Rohan Bopanna   | -                           | -                           |

N.B. : le nom de la partenaire se trouve sous le résultat ; le nom des ultimes adversaires se trouve à droite.

## Participation aux Masters

### En double
| Année | Ville                      | Surface    | Partenaire   | Résultats | Résultat final    |
| ----- | -------------------------- | ---------- | ------------ | --------- | ----------------- |
| 2003  | Houston                    | Dur ext.   | Cyril Suk    | 0v, 3d    | Éliminé en poules |
| 2004  | Houston                    | Dur ext.   | Cyril Suk    | 0v, 3d    | Éliminé en poules |
| 2006  | Shanghai, Qi Zhong Stadium | Dur indoor | Leander Paes | 1v, 3d    | Demi-finaliste    |
| 2007  | Shanghai, Qi Zhong Stadium | Dur indoor | Leander Paes | 2v, 2d    | Demi-finaliste    |

## Classement ATP en fin de saison

### En simple
| Année | 1989 | 1990 | 1991 | 1992 | 1993 | 1994 | 1995 | 1996 | 1997 | 1998 | 1999 | 2000 | 2001 | 2002 |
| Rang  | 722  | 317  | 144  | 90   | 77   | 99   | 61   | 50   | 62   | 75   | 114  | 78   | 393  | 559  |

### En double
| Année | 1989 | 1990 | 1991 | 1992 | 1993 | 1994 | 1995 | 1996 | 1997 | 1998 | 1999 | 2000 | 2001 | 2002 | 2003 | 2004 | 2005 | 2006 | 2007 | 2008 | 2009 | 2010 |
| Rang  | 1009 | 245  | 104  | 95   | 45   | 17   | 65   | 38   | 20   | 22   | 55   | 21   | 36   | 12   | 15   | 17   | 21   | 9    | 12   | 30   | 29   | 72   |

Source : (en) Classements de Martin Damm sur le site officiel de la Fédération internationale de tennis